# The Greatest American
The Greatest American è una trasmissione televisiva statunitense andata in onda su Discovery Channel nel 2005 che per gioco ha eletto il più grande americano (inteso come statunitense) di tutti i tempi. La trasmissione è un format che prende origine dallo show 100 Greatest Britons trasmesso dalla BBC nel 2002.

## Top ten
Per la classifica completa: 
1. Ronald Reagan [1]
2. Abramo Lincoln
3. Martin Luther King
4. George Washington
5. Benjamin Franklin
6. George W. Bush
7. Bill Clinton
8. Elvis Presley
9. Oprah Winfrey
10. Franklin D. Roosevelt

## Il format
Seguendo l'esempio della trasmissione della BBC del 2002, il "contest" si è esteso a molti paesi del globo terracqueo, dall'India al Sudafrica si sono imposti spesso personaggi storici di valore assoluto, ma non senza qualche sorpresa.